# Ministre des Affaires autochtones et du Nord
Le ministre des Affaires autochtones et du Nord (Anglais:  Minister of Indigenous and Northern Affairs) était le ministre responsable de la politique du gouvernement fédéral vis-à-vis des Autochtones du Canada et des territoires du Nord entre 1966 et 2017. En vertu de la loi, le nom officiel de la fonction est ministre des Affaires indiennes et du Nord canadien, ce nom est utilisé durant plusieurs années.   

## Fonction
Ce ministre administre le ministère des Affaires autochtones et du Nord. Il est chargé des relations entre le gouvernement fédéral et les premières nations, métis et les inuits.

## Historique
Avant 1966, la responsabilité des Affaires indiennes revenait au Ministre de la Citoyenneté et de l'Immigration (Liste), et le développement du Nord canadien revenait au Ministre du Nord canadien et des Ressources nationales (Liste).
À la suite de la création du ministère des Relations Couronne-Autochtones et des Affaires du Nord et du ministère des Services aux Autochtones; le poste de ministre des Affaires autochtones et du Nord est supprimé le 28 août 2017 et est remplacé par trois nouveaux postes: 
- Ministre des Relations Couronne-Autochtones;
- Ministre des Affaires du Nord;
- Ministre des Services aux Autochtones.

Il est d'ailleurs loisible au gouverneur en conseil de nommer un ministre des Affaires du Nord, dans le cas contraire, c'est le ministre des Relations Couronne-Autochtones qui assumera ses fonctions. 

## Liste des ministres

### Ministre des Affaires autochtones et du Nord Canada
| 1.  | Arthur Laing        | 1er octobre 1966 - 20 avril 1968      | sous le Premier ministre Lester Pearson |
| 1.  | Arthur Laing        | 20 avril 1968 - 5 juillet 1968        | sous le Premier ministre Pierre Trudeau |
| 2.  | Jean Chrétien       | 5 juillet 1968 - 7 août 1974          | sous le Premier ministre Pierre Trudeau |
| 3.  | J. Judd Buchanan    | 8 août 1974 - 13 septembre 1976       | sous le Premier ministre Pierre Trudeau |
| 4.  | Warren Allmand      | 14 septembre 1976 - 15 septembre 1977 | sous le Premier ministre Pierre Trudeau |
| 5.  | James Hugh Faulkner | 16 septembre 1977 - 3 juin 1979       | sous le Premier ministre Pierre Trudeau |
| 6.  | Jake Epp            | 4 juin 1979 - 2 mars 1980             | sous le Premier ministre Joe Clark      |
| 7.  | John Munro          | 3 mars 1980 - 29 juin 1984            | sous le Premier ministre Pierre Trudeau |
| 8.  | Doug Frith          | 30 juin 1984 - 16 septembre 1984      | sous le Premier ministre John Turner    |
| 9.  | David Crombie       | 17 septembre 1984 - 29 juin 1986      | sous le Premier ministre Brian Mulroney |
| 10. | Bill McKnight       | 30 juin 1986 - 29 janvier 1989        | sous le Premier ministre Brian Mulroney |
| 11. | Pierre Cadieux      | 30 janvier 1989 - 22 février 1990     | sous le Premier ministre Brian Mulroney |
| 12. | Tom Siddon          | 23 février 1990 - 24 juin 1993        | sous le Premier ministre Brian Mulroney |
| 13. | Pauline Browes      | 25 juin 1993 - 3 novembre 1993        | sous le Premier ministre Kim Campbell   |
| 14. | Ron Irwin           | 4 novembre 1993 - 10 juin 1997        | sous le Premier ministre Jean Chrétien  |
| 15. | Jane Stewart        | 11 juin 1997 - 2 août 1999            | sous le Premier ministre Jean Chrétien  |
| 16. | Bob Nault           | 3 août 1999 - 11 décembre 2003        | sous le Premier ministre Jean Chrétien  |
| 17. | Andy Mitchell       | 12 décembre 2003 - 19 juillet 2004    | sous le Premier ministre Paul Martin    |
| 18. | Andy Scott          | 20 juillet 2004 - 5 février 2006      | sous le Premier ministre Paul Martin    |
| 19. | Jim Prentice        | 6 février 2006 - 14 août 2007         | sous le Premier ministre Stephen Harper |
| 20. | Chuck Strahl        | 14 août 2007 – 6 août 2010            | sous le Premier ministre Stephen Harper |
| 21. | John Morris Duncan  | 6 août 2010 – 15 février 2013         | sous le Premier ministre Stephen Harper |
| 22. | James Moore         | 15 février 2013 – 22 février 2013     | sous le Premier ministre Stephen Harper |
| 23. | Bernard Valcourt    | 22 février 2013 – 4 novembre 2015     | sous le Premier ministre Stephen Harper |
| 24. | Carolyn Bennett     | 4 novembre 2015 - 28 août 2017        | sous le Premier ministre Justin Trudeau |